# Jaime, Conde de Bardi
Jaime Bernardo de Bourbon-Parma, Conde de Bardi (Nimega, 13 de outubro de 1972) é um embaixador e segundo filho da princesa Irene dos Países Baixos e do falecido Carlos Hugo, Duque de Parma. Ele é um membro da Casa de Bourbon-Parma, e também um membro da família real neerlandesa e um nobre neerlandês com o título de Príncipe de Bourbon de Parma. O título "Conde de Bardi" não é reconhecido na nobreza neerlandesa. Desde 2014 ele tem sido o embaixador neerlandês junto à Santa Sé.

## Início da vida
Jaime nasceu em Nimega. Ele tem uma irmã gêmea, a princesa Margarida, que nasceu um minuto antes. Além de sua irmã gêmea, o príncipe tem um irmão mais velho, Carlos Xavier de Bourbon-Parma, e uma irmã mais nova, a princesa Carolina. Jaime nasceu seis semanas prematuramente e ficou com sua irmã em uma incubadora no hospital. Foi batizado pelo cardeal Bernardus Johannes Alfrink, com o príncipe Bernardo de Lippe-Biesterfeld e da princesa Madeleine de Bourbon-Busset como seus padrinhos.

## Vida pessoal
Em 12 de agosto de 2013, foi anunciado o noivado do príncipe Jaime com Viktória Cservenyák (25 de maio de 1982, Budapeste) uma advogada neerlandesa, filha do Dr. Tibor Cservenyák e de sua ex-esposa, Dorottya Klára Bartos. Em 3 de outubro de 2013, eles se casaram em uma cerimônia de casamento civil em Wijk bij Duurstede. O casamento religioso teve lugar em 5 de Outubro de 2013, na Igreja de Nossa Senhora em Apeldoorn.
Eles têm duas filhas:
- Zita Clara de Bourbon-Parma (21 de fevereiro de 2014)
- Gloria Irene de Bourbon-Parma (9 de maio de 2016)

## Educação e carreira
Jaime estudou relações internacionais na Universidade Brown, nos Estados Unidos. Depois de terminar este estudo ele posteriormente obteve um grau M.A. em Economia Internacional e Gestão de Conflitos na Universidade Johns Hopkins. Durante os estudos ele realizou um estágio na World Wide Fund for Nature e Cruz Vermelha.
Ele agora trabalha para o Ministério dos Negócios Estrangeiros dos Países Baixos. Seu primeiro papel foi como secretário da embaixada dos Países Baixos em Bagdá, antes de se tornar conselheiro político para a missão de paz em Pol-e Khomri na província de Baghlan, no norte do Afeganistão. Até o verão de 2007, Jaime trabalhou em destacamento no gabinete da comissária europeia, Neelie Kroes. Ele voltou a Haia no Ministério dos Negócios Estrangeiros, onde ele tem o cargo de Enviado Especial dos Recursos Naturais. Em 7 de fevereiro de 2014, o ministério  anunciou que ele seria nomeado como embaixador dos Países Baixos junto à Santa Sé. Jaime foi em 15 de julho de 2014, empossado como embaixador do rei Willem-Alexander. Em 20 de dezembro de 2014, ele ofereceu suas credenciais ao Papa Francisco.

## Outras atividades
Jaime também trabalhou como apresentador para a série documental Africa, War is Business. No documentário, ele investigou e explicou como um continente que é muito rico em matérias-primas pode ser dominado pela pobreza e conflito. Para a série ele visitou Serra Leoa e os seus campos de diamantes; Libéria para ver como um embargo à exportação da sua madeira é realizado, e a República Democrática do Congo, onde ele foi em uma patrulha noturna no leste devastado pela guerra do país, uma área rica em ouro e cobalto. O documentário apresentou possíveis soluções a partir da perspectiva da comunidade internacional.
Ele executa tarefas representativas da Casa de Bourbon-Parma e está regularmente presente em casamentos reais, cerimônias batismais e funerais.

## Títulos
- 13 de outubro de 1972 - 2 de setembro de 1996: Sua Alteza Real o príncipe Jaime de Bourbon-Parma
- 2 de setembro de 1996 - Presente: Sua Alteza Real o príncipe Jaime de Bourbon-Parma, Conde de Bardi [8]
  - 13 de outubro de 1972 - Presente: Sua Alteza Real o príncipe Jaime de Bourbon-Parma (oficialmente nos Países Baixos)

## Honras

### Honras nacionais
- Casa de Bourbon-Parma: Conselheiro municipal Cavaleiro Ordem Militar de São Jorge [9]
- Casa de Bourbon-Parma: Chanceler Cavaleiro da Grande Cruz da Ordem de Santo Luís de Mérito Civil [10]
- Países Baixos: Medalha da Ordem da Posse do rei Guilherme Alexandre

### Honras estrangeiras
- SMOM: Cavaleiro da Ordem Soberana e Militar de Malta